# Paradise City (film)
Pour les articles homonymes, voir Paradise City (homonymie).
Pour plus de détails, voir Fiche technique et Distribution.
Paradise City est un film américain réalisé par Chuck Russell et sorti en 2022. Le film est sorti par Saban Films dans des salles en nombre limité et disponible en VOD le 11 novembre 2022, suivi de sa sortie sur DVD et Blu-ray en décembre 20, 2022.

## Synopsis
Lorsque le chasseur de primes Ian Swan (Bruce Willis) est abattu et présumé mort après avoir disparu dans les eaux de Maui, son fils Ryan (Blake Jenner), son ex-partenaire et un détective local se mettent en quête de ses assassins. Après avoir été menacés par un courtier en puissance impitoyable, il semble que Ryan et son équipe n'aient plus d'options - jusqu'à ce qu'une excursion dans la communauté insulaire étroitement gardée de Paradise City les unisse à un allié imprévu.

## Fiche technique
Sauf indication contraire, les informations mentionnées dans cette section peuvent être confirmées par la base de données cinématographiques IMDb,  présente dans la section « Liens externes ».
- Titre original : Paradise City
- Réalisation : Chuck Russell
- Scénario : Chuck Russell, Corey Large et Ed John Drake
- Musique : Sam Ewing
- Décors : Audrey Ledoux
- Costumes : Camille Jumelle
- Photographie : Austin F. Schmidt
- Montage : Peter Devaney Flanagan
- Production : Corey Large
- Sociétés de production : 308 Ent, Arcana Studio, BondIt Media Capital, Grandave Capital et Yale Productions
- Société de distribution : Saban Films (États-Unis)
- Budget : n/a
- Pays de production :  États-Unis
- Langue originale : anglais
- Format : couleur
- Genre : action, thriller
- Durée : 94 minutes
- Dates de sortie[1] : 
  - États-Unis : 11 novembre 2022 (sortie limitée en salles et VOD)
  - France : 5 avril 2023 (en vidéo)

## Distribution
- Stephen Dorff (VF : Jérémie Covillault ; VQ : Antoine Durand) : Robbie Cole
- Praya Lundberg (VF : Victoria Grosbois ; VQ : Sofia Blondin) : Savannah
- Corey Large (VF : Vincent Bonnasseau) : Zyatt
- Laird Akeo (VF : Clément Moreau ; VQ : Gabriel Lessard) : Koa
- Blake Jenner (VF : Jim Redler ; VQ : Nicholas Savard-L'Herbier) : Ryan Swan
- Branscombe Richmond : le sénateur Kane
- Kate Katzman (VF : Elsa Davoine ; VQ : Mylène Mackay) : Nikki
- Mary Ann Perreira (VF : Anne Plumet ; VQ : Chantal Baril) : Tante Kona
- Lorenzo Antonucci : Scorpion
- Bruce Willis (VF : Stefan Godin ; VQ : Thiéry Dubé) : Ian Swan
- John Travolta (VF : Jean-Phillipe Puymartin ; VQ : Alain Zouvi) : Buckley

 Source et légende : version française (VF) sur RS Doublage ; version québécoise (VQ) sur Doublage Québec.

## Production
Le film est annoncé en mai 2021, quand il est révélé que Bruce Willis et John Travolta vont être à l'affiche d'un même film, une première depuis Pulp Fiction (1994). Corey Large développait cette idée depuis 2006,.
Le tournage débute le 17 mai 2021 à Hawaï,. Il a lieu dans plusieurs villes de l'île de Maui (Kihei, Lahaina, Wailuku, Haiku). En juin 2021, Stephen Dorff et Blake Jenner rejoignent la distribution. Les prises de vues s'achèvent en juin 2021.
En 2006, le co-scénariste et producteur Corey Large a eu l'idée de réunir les acteurs Bruce Willis et John Travolta, qui ont tous deux joué dans Pulp Fiction (1994). Paradise City a été annoncé quinze ans plus tard en mai 2021. Le tournage a commencé le 17 mai 2021 à Maui, Hawaï, et s'est terminé au bout de trois semaines. La commissaire du film du comté de Maui, Tracy Bennett, a déclaré: "Habituellement, sur un grand film d'action comme [Paradise City], il faut environ trois mois de préparation - et ils l'ont fait en deux semaines. Il y avait des restrictions sur celui-ci en raison du court préavis où ils ne pouvaient filmer exactement où ils voulaient ou ce qu'ils voulaient, alors ils réécrivaient constamment le scénario." Stephen Dorff et Blake Jenner ont été annoncés pour jouer en juin. Paradise City est l'un des derniers films à mettre en vedette Bruce Willis, qui a pris sa retraite d'acteur parce qu'on lui a diagnostiqué une démence frontotemporale.